# Двубрюшная мышца
Двубрюшная мышца (лат. m.digastricus) — у человека — небольшая парная мышца из группы надподъязычных мышц, расположенная под нижней челюстью. Названа «двубрюшной» по наличию двух разделённых сухожилием частей (брюшек). Передним брюшком начинается от нижней челюсти в подбородочной области (прикрепляется к двубрюшной ямке нижней челюсти), задним — в области сосцевидного отростка височной кости. Оба брюшка крепятся к подъязычной кости.
От сухожилия двубрюшной мышцы начинается широкий апоневроз, прикрепляющийся к телу и большим рогам подъязычной кости (надподъязычный апоневроз).

## Анатомия
Состоит из двух мышечных брюшек, соединенных общим сухожилием:
- переднее брюшко (venter anterior);
- заднее брюшко (venter posterior).

Брюшки имеют разное эмбриологическое происхождение и иннервируются разными черепными нервами.

### Переднее брюшко
Начинается в двубрюшной ямке на внутренней стороне нижней челюсти, ближе к подбородку, идет косо назад и вниз.
Иннервируется двигательным челюстно-подъязычным нервом (n. mylohyoideus), который отходит от нижнего альвеолярного нерва перед входом его в нижнечелюстное отверстие. Нижний альвеолярный нерв (n. alveolaris inferior) отходит от третьей ветви (n. mandibularis) тройничного нерва (n. trigeminus, V пара черепных нервов).
Кровоснабжается челюстно-подъязычной ветвью нижней альвеолярной артерии.
Происходит из первой жаберной дуги.

### Заднее брюшко
Более длинное, чем переднее брюшко, начинается от нижней поверхности черепа — от сосцевидной вырезки между сосцевидным и шиловидным отростками височной кости. 
Иннервируется двубрюшной ветвью (ramus digastricus) лицевого нерва, отходящей от него (иногда от заднего ушного нерва) сразу после выхода из шилососцевидного отверстия пирамиды височной кости.
Кровоснабжается затылочной артерией (a. occipitalis) и задней ушной артерией. Происходит из второй жаберной дуги.

### Межмышечное сухожилие
Оба брюшка соединяются в межмышечное сухожилие, которое прободает шилоподъязычную мышцу и крепится к боковой стороне тела и большому рогу подъязычной кости фиброзной петлей, иногда покрытой фасциальным листком.

### Топография
Двубрюшная мышца разделяет передний треугольник шеи на три меньших треугольника: 
1. Поднижнечелюстной (двубрюшный) треугольник — сверху ограничен телом нижней челюсти и линией, проведённой от её угла до грудино-ключично-сосцевидной мышцы, спереди — передним брюшком m. digastricus, снизу — её задним брюшком и m. stylohyoideus.
2. Сонный треугольник (каротидный) — ограничен сверху задним брюшком m. digastricus и m. stylohyoideus, сзади — m. sternocleidomastoideus, снизу — m. omohyoideus.
3. Надподъязычный треугольник (подподбородочный) — снаружи ограничен передним брюшком m. digastricus, кнутри — средней линией шеи (от подъязычной кости до подбородочного симфиза), снизу — телом подъязычной кости.

## Функция
Двустороннее сокращение m. digastricus подтягивает подъязычную кость вверх. При фиксации её подподъязычными мышцами происходит опускание нижней челюсти (открывание рта).

## Варианты строения
В анатомии двубрюшной мышцы возможны многочисленные индивидуальные варианты.

Заднее брюшко может частично или полностью начинаться от шиловидного отростка, соединяться со средним или нижним констриктором. Переднее брюшко может быть раздвоенным либо давать ответвление к нижней челюсти или m. mylohyoideus, перекрещиваться с таким же отростком противоположной стороны. Переднее брюшко может отсутствовать, а заднее прикрепляться к середине тела нижней челюсти или подъязычной кости. Сухожилие может проходить спереди или, реже, сзади шилоподъязычной мышцы.